# Cantonul Calenzana
Cantonul Calenzana este un canton din arondismentul Calvi, departamentul Haute-Corse, regiunea Corsica, Franța.

## Comune
| Comune      | Populație (1999) | Cod poștal | Cod INSEE |
| ----------- | ---------------- | ---------- | --------- |
| Calenzana   | 1 722            | 20214      | 2B049     |
| Galéria     | 302              | 20245      | 2B121     |
| Manso       | 106              | 20245      | 2B153     |
| Moncale     | 201              | 20214      | 2B165     |
| Montegrosso | 354              | 20214      | 2B167     |
| Zilia       | 212              | 20214      | 2B361     |